# Campionati del mondo di atletica leggera indoor 2024 - Salto con l'asta maschile
La gara del salto con l'asta maschile dei campionati del mondo di atletica leggera indoor 2024 si è svolta il 3 marzo.

## Podio
| Pos.    | Atleta            | Nazionalità | Misura |
| ------- | ----------------- | ----------- | ------ |
| Oro     | Armand Duplantis  | Svezia      | 6,05 m |
| Argento | Sam Kendricks     | Stati Uniti | 5,90 m |
| Bronzo  | Emmanouīl Karalīs | Grecia      | 5,85 m |

## Situazione pre-gara

### Record
Prima di questa competizione, il record del mondo e il record dei campionati erano i seguenti.
| Record                | Prestazione | Atleta                  | Data e luogo                          | Competizione                     |
| --------------------- | ----------- | ----------------------- | ------------------------------------- | -------------------------------- |
| Record mondiale       | 6,23 m(o)   | Armand Duplantis Svezia | 17 settembre 2023 Eugene, Stati Uniti | Prefontaine Classic              |
| Record dei campionati | 6,20 m      | Armand Duplantis Svezia | 20 marzo 2022 Belgrado, Serbia        | Campionati del mondo indoor 2022 |

### Campioni in carica
I campioni in carica a livello mondiale erano:
| Campione        | Atleta                  | Prestazione | Data e luogo                      | Competizione                     |
| --------------- | ----------------------- | ----------- | --------------------------------- | -------------------------------- |
| Olimpico        | Armand Duplantis Svezia | 6,02 m(o)   | 3 agosto 2021 Tokyo, Giappone     | Giochi della XXXII Olimpiade     |
| Mondiale        | Armand Duplantis Svezia | 6,10 m(o)   | 26 agosto 2023 Budapest, Ungheria | Campionati del mondo 2023        |
| Mondiale indoor | Armand Duplantis Svezia | 6,20 m      | 20 marzo 2022 Belgrado, Serbia    | Campionati del mondo indoor 2022 |

### La stagione
Prima di questa gara, gli atleti con le migliori tre prestazioni dell'anno erano:
| Pos. | Atleta                         | Prestazione | Data e luogo                               |
| ---- | ------------------------------ | ----------- | ------------------------------------------ |
| 1    | Armand Duplantis Svezia        | 6,02 m      | 22 febbraio 2024 Clermont-Ferrand, Francia |
| 2    | Christopher Nilsen Stati Uniti | 6,00 m      | 16 febbraio 2024 Albuquerque, Stati Uniti  |
| 3    | Sam Kendricks Stati Uniti      | 5,95 m      | 16 febbraio 2024 Albuquerque, Stati Uniti  |

## Risultati

### Finale
La finale diretta si terrà il 3 marzo alle ore 19:00.
| Pos     | Atleta             | Nazionalità | 5,50 | 5,65 | 5,75 | 5,85 | 5,90 | 5,95 | 6,00 | 6,05 | 6,24 | Risultato | Note |
| ------- | ------------------ | ----------- | ---- | ---- | ---- | ---- | ---- | ---- | ---- | ---- | ---- | --------- | ---- |
| Oro     | Armand Duplantis   | Svezia      | -    | o    | -    | xxo  | -    | xo   | -    | xxo  | xxx  | 6,05      |      |
| Argento | Sam Kendricks      | Stati Uniti | o    | o    | o    | o    | o    | xx-  | x    |      |      | 5,90      |      |
| Bronzo  | Emmanouīl Karalīs  | Grecia      | x-   | xo   | xo   | o    | x-   | xx   |      |      |      | 5,85      |      |
| 4       | Christopher Nilsen | Stati Uniti | -    | o    | o    | xxx  |      |      |      |      |      | 5,75      |      |
| 5       | Kurtis Marschall   | Australia   | xo   | o    | o    | xxx  |      |      |      |      |      | 5,75      |      |
| 6       | Ben Broeders       | Belgio      | o    | o    | xxx  |      |      |      |      |      |      | 5,65      |      |
| 7       | Thibaut Collet     | Francia     | -    | o    | xxx  |      |      |      |      |      |      | 5,65      |      |
| 8       | Menno Vloon        | Paesi Bassi | x-   | o    | xxx  |      |      |      |      |      |      | 5,65      |      |
| 9       | Ernest John Obiena | Filippine   | -    | xo   | -    | xx-  | x    |      |      |      |      | 5,65      |      |
| 10      | Ersu Şaşma         | Turchia     | o    | xxx  |      |      |      |      |      |      |      | 5.50      |      |
| -       | Piotr Lisek        | Polonia     | xxx  |      |      |      |      |      |      |      |      | NM        |      |